# Lerdo (municipi)
Lerdo és un municipi de l'estat de Durango. Ciudad Lerdo és el cap de municipi i principal centre de població d'aquesta municipalitat. Aquest municipi és a la part sud de l'estat de Durango. Limita al nord amb els municipis de Canatlán, al sud amb Mezquital, a l'oest amb Riva Palacio i a l'est amb Cuencamé.